# 國家冰球聯盟
國家冰球聯盟（英語：National Hockey League，简称，简称；又被译作北美冰球职业联赛、北美冰联）是一個由北美冰球隊伍所組成的職業運動聯盟，也是一個非註冊非營利性的联盟。NHL與歐亞大陸的大陸冰球聯賽（KHL）同為全世界最高層級的職業冰球比賽，為北美四大職業運動之一。隊伍共分成東、西兩個大區，每個大區各分為三個分區，每年東西两區的冠軍會在聯盟總決賽中爭奪史丹利盃。聯盟於1917年在魁北克省蒙特利爾成立，成立之初有五支隊伍，在一系列的擴展之後，現在共有32支球隊，25支位於美國，7支位於加拿大。傳統上，因為聯盟的加拿大血統，大多數的球員都為加拿大籍。在NHL積極向美國擴展以及它相較於其他聯盟的高標準和東歐鐵幕垮台後的現成高水準球員的輸出，歐洲球員和美國球員人數有著明顯增加的趨勢。即便如此，2005-2006球季球員名單中有一半的球員仍是在加拿大出生的。

## 歷史

1917年開始使用的賽事標誌，2005年起改用銀色邊（上圖），銀色代表向史丹利盃——NHL冠軍的最高榮譽獎杯——致敬。

國家冰球協會於1909年成立，由來自加拿大安大略省和魁北克省的冰球隊組成。然而，隨著多倫多藍衣隊的東主Eddie Livingstone和其他球隊的東主出現紛爭，蒙特婁加拿大人隊、蒙特婁流浪者隊、渥太華參議員隊和魁北克牛頭犬隊四支球隊的東主來到滿地可的溫莎飯店討論NHA未來走向。四隊東主最終決定解散NHA，並於1917年11月26日創立NHL。除了上述四支球隊外，聯盟亦於多倫多創立一支新球隊，名為“多倫多競技場隊”（即後来多倫多楓葉隊的前身）。聯盟首場賽事於同年12月19日舉行，加拿大人隊以7：4擊敗參議員隊。多倫多競技場隊成為NHL首個球季的冠軍後，於1918年度的史丹利盃總決賽擊退太平洋海岸冰球協會（Pacific Coast Hockey Association）的溫哥華百萬富翁隊，順利捧走史丹利盃。

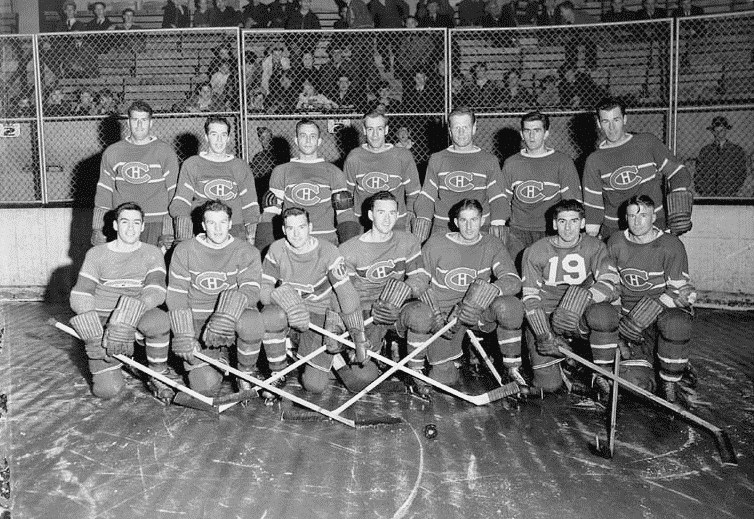
滿地可加拿大人隊，1942年

即使聯盟內部在起初的十年間財政一直拮据，NHL的隊伍在球場上的表現仍十分耀眼；除了1919年的NHL與PCHA對陣的史丹利盃决赛因為西班牙流感不得不擱置外，在NHL最初的九年內，屬於NHL隊伍贏得七次史丹利盃。到了1926年，合併了PCHA的西加拿大冰球協會（West Canadian Hockey Association）解散，NHL成為唯一競爭史丹利盃的聯盟。之後NHL開始進行擴展的計畫；漢米爾頓老虎隊（前身是NHL元老魁北克斗牛犬隊）於1920～1921年度赛季進入聯盟；波士頓棕熊隊和蒙特婁栗色隊於1924～1925年度球季加入；紐約美國人隊（漢米爾頓老虎隊1925年因為工资問題被解散轉址後组建）和匹茲堡海盜隊於1925～1926年度球季進入；紐約遊騎兵隊、芝加哥黑鷹隊、底特律美洲獅（現稱為底特律紅翼隊）在1926～1927球季年度加入。1930～1931年度球季結束時，NHL已有十支球隊。然而，隨著經濟大恐慌和第二次世界大戰的發生，到了1942～43年度球季NHL只剩下六隊。這六支隊伍（蒙特婁加拿大人隊、多倫多楓葉隊、底特律紅翼隊、芝加哥黑鷹隊、波士頓棕熊隊及紐約遊騎兵隊）在接下來的四分之一個世紀中是NHL僅有的球隊，因此被稱作“原初六隊”。他們也是NHL歷史上保持隊名不變時間最長的六支隊伍。
“原初六隊”的管理層在二戰结束後，出於私心一直拒绝拓展NHL規模，使得NHL連續25年赛季都是在這六支隊伍中進行。然而隨著西部冰球聯盟（Western Hockey League）於1960年代崛起，NHL開始憂慮該組織會演變成另一個大型冰球聯賽，並跟NHL的球隊爭奪史丹利盃。另一方面，NHL亦希望與美國的電視網絡簽訂全國電視轉播合約。這兩項因素促使NHL於1967年進行從1920年代以來的第一次擴展，六支新球隊加入，並且放置到全新的分區內。這六支隊伍包括：費城飛人隊、聖路易藍調、明尼蘇達北星隊、洛杉磯國王隊、奧克蘭海獅隊（該隊於1976年與明尼蘇達北星隊合併）和匹茲堡企鵝隊。加拿大的球迷不滿該六支新球隊全數位於美國，NHL因此於1970年新增溫哥華加人隊，而座落美加邊境的水牛城軍刀隊亦於同年加入。
1972年，世界冰球協會（World Hockey Association）成立。雖然WHA的球隊從未爭奪過史丹利盃，但NHL仍不敢小覬該聯盟。有鑑於此，NHL決定全力實行其擴展計劃以作回應，於同年新增紐約島人隊及亞特蘭大火焰隊，兩年後並新增堪薩斯勘察家隊和華盛頓首都隊。兩聯盟在往後年間互爭球迷和球員，達致兩敗俱傷的局面，兩者因此於1979年同意合併。WHA於同年解散，旗下四支球隊過渡至NHL，分別為哈特福德捕鯨人隊、艾德蒙頓油人隊、溫尼伯噴射機隊及魁北克北歐人隊。
1990年代初期，NHL更進一步新增了五支球隊。聖荷西鯊魚隊於1991年加入；一個球季後，渥太華參議員隊和坦帕灣閃電隊一同進入聯盟。1993年，安納海姆小鴨隊和佛羅里達美洲豹隊亦加入聯盟。接近2000年時，NHL又新增了四支球隊：納什維爾掠奪者隊（1998年）、亞特蘭大鶇鳥隊（1999年）、明尼蘇達荒野隊及哥倫布藍衣隊（皆於2000年），NHL在2017年新增了維加斯黃金騎士，最後一次擴編在2021年新增了西雅圖海怪。

## 比賽

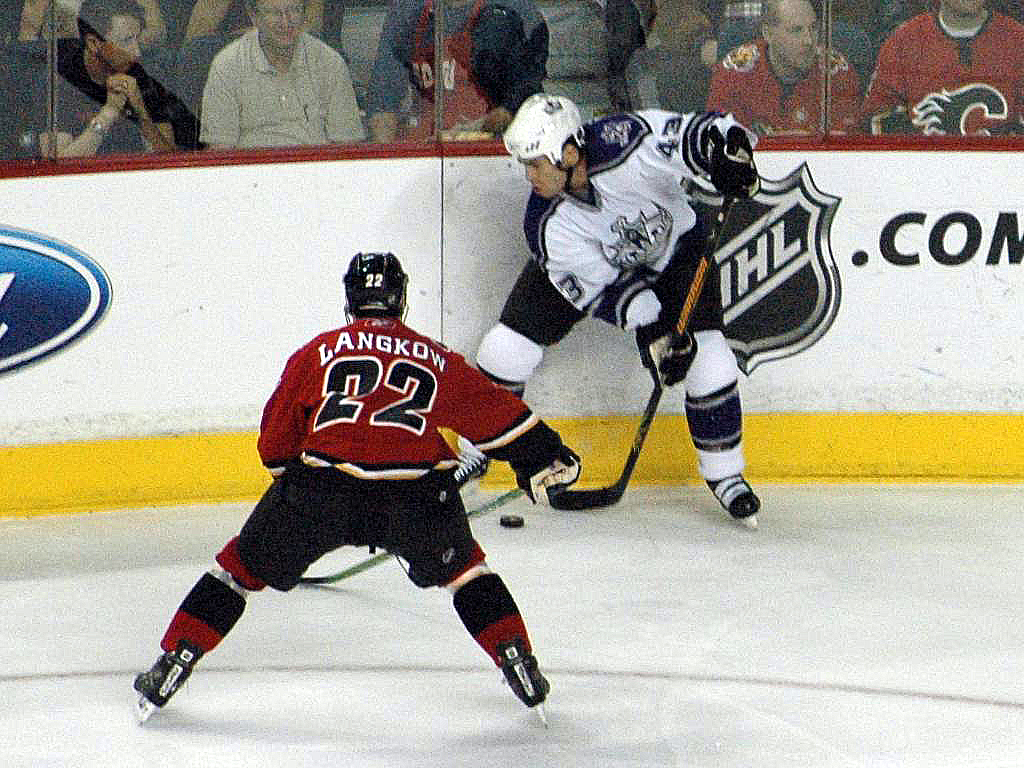
洛杉磯國王隊的麥克·韋弗 (冰球)和卡加利火焰隊的戴蒙·蘭卡在爭球，2005年12月21日

NHL的比賽是在冰球場上進行，在比赛前，都会由工作人员清唱国歌（美国代表队为星条旗之歌，加拿大代表队为啊，加拿大）。一般來說，每隊各有六名選手同時於場上，每一位都穿著冰鞋；一隊有五名球員和一名守門員。比賽的目標是將稱作“puck”的硬化橡膠圓盤射入球場兩邊的敵方球門而得分。球員用一根末端有彎曲槳的長條型物體控制冰球。守門員設法不讓冰球進入球門內。
每場NHL比赛的常规时间共60分鐘。比賽共分三節，每節共20分鐘，每節之間各有15分鐘的休息。常规时间结束后，进球最多的球队获胜。如果比赛在常规时间结束后打平，则进入加时赛。在常规赛期间，加时赛为五分钟的三对三突然死亡模式，谁先进球，谁就赢得比赛。如果加时赛结束时仍打成平手，比赛则进入点球大战。每队三名球员轮流罚球。在三轮点球大战中进球最多的球队获胜。如果三轮点球大战后比赛仍然平局，则点球大战继续进行，但变成突然死亡模式。无论哪支球队最终赢得点球大战，都会在比赛得分中获得一个进球，从而在积分榜上获得2分。在加时赛或点球大战中输球的球队将获得1分。点球大战的进球和扑救不计入冰球统计；点球大战的统计单独进行。
季后赛期间没有点球大战。取而代之的是多节20分钟的五对五突然死亡加时赛，直到有一队得分为止。理論上比賽可能一直進行下去；历史上有两场比赛进行了六节加时赛，没有一场超过六节加时赛。

## 隊伍
國家冰球聯盟於1917年成立時共有五支隊伍，經過一系列的擴展、解散和遷移後，現今有31支隊伍，24支位於美國，7支位於加拿大。蒙特婁加拿大人是最成功的隊伍，史上共贏得24次的史丹利盃；在北美四大職業運動之中，是唯一奪冠次數超過美國職棒大聯盟的紐約洋基隊(但已於1999年後被超越)；第二成功的隊伍是多倫多楓葉，共贏得13次史丹利盃，但從1967年後便從未奪冠。贏過十一次史丹利盃的底特律紅翼隊則是最成功的美國球隊。史丹利盃最長連霸是 1955-1956 到 1959-1960 共五次的蒙特婁加拿大人；紐約島人和蒙特婁加拿大人都有過4連霸。1976-1977 年陣容的蒙特婁加拿大人，被ESPN稱為史上第二偉大的運動隊伍。
現今 NHL 將隊伍分為東西兩個聯盟，每個聯盟各有三個賽區，每個賽區五支球隊。現今的分區根基於 1998-1999 球季，聯盟重整新增兩個分區變成六個分區；而各分區現有的隊伍編排則是在 2000-2001 球季於明尼蘇達荒野和哥倫布藍衣兩支擴編球隊加入聯盟之後確定。
由於2011年處於原東南分區的亞特蘭大鶇鳥隊遷移到加拿大曼尼托巴省溫尼伯市並重新命名溫尼伯噴射機，引發了聯盟關於重新調整分區的討論。為了讓球隊所在的分區和其所在的時區匹配，減少球隊在分區內比賽所需要的旅行花費，以及方便球迷看球的時間，聯盟決定從2013-2014賽季起，將30個球隊重新劃分成四個分區。東部聯盟兩個分區各8隊，西部聯盟兩個分區各7隊。
聯盟於2017年開始擴軍計畫，先是於太平洋分區加入維加斯黃金騎士，2021年再加入西雅圖海怪，並將亞利桑那土狼調整至中央分區，自此全聯盟32支球隊劃分為2個聯盟各2個分區，每個分區皆為8支球隊。
| 分區                               | 隊伍                                                | 主場                                        | 城市                                       |
| 東部聯盟                           |                                                     |                                             |                                            |
| 大西洋分區                         | 波士頓棕熊 Boston Bruins                            | TD花園 TD Garden                            | 麻薩諸塞州波士頓 Boston, Massachusetts     |
| 大西洋分區                         | 水牛城軍刀 Buffalo Sabres                           | 鑰匙銀行中心 KeyBank Center                 | 紐約州水牛城 Buffalo, New York             |
| 大西洋分區                         | 底特律紅翼 Detroit Red Wings                        | 小凱薩體育館 Little Caesars Arena           | 密西根州底特律 Detroit, Michigan           |
| 大西洋分區                         | 佛羅里達美洲豹 Florida Panthers                     | 阿梅兰特银行体育馆                          | 佛羅里達州森賴斯 Sunrise, Florida          |
| 大西洋分區                         | 蒙特利尔加拿大人 Montreal Canadiens                 | 貝爾中心 Centre Bell                        | 魁北克省蒙特婁 Montreal, Quebec            |
| 大西洋分區                         | 渥太華參議員 Ottawa Senators                        | 加拿大輪胎中心 Canadian Tire Centre         | 安大略省渥太華 Ottawa, Ontario             |
| 大西洋分區                         | 坦帕灣閃電 Tampa Bay Lightning                      | 傲马力体育馆 Amalie Arena                   | 佛羅里達州坦帕 Tampa, Florida              |
| 大西洋分區                         | 多倫多楓葉 Toronto Maple Leafs                      | 豐業銀行體育館 Scotiabank Arena             | 安大略省多倫多 Toronto, Ontario            |
| 大都會分區                         |                                                     |                                             |                                            |
| 卡羅來納颶風 Carolina Hurricanes   | 聯想中心 Lenovo Center                              | 北卡罗来纳州罗利 Raleigh, North Carolina    |                                            |
| 哥倫布藍衣 Columbus Blue Jackets   | Nationwide体育馆 Nationwide Arena                   | 俄亥俄州哥倫布 Columbus, Ohio               |                                            |
| 紐澤西魔鬼 New Jersey Devils       | 保德信中心 Prudential Center                        | 新澤西州紐瓦克 Newark, New Jersey           |                                            |
| 紐約島人 New York Islanders        | 瑞銀體育館 UBS Arena                                | 紐約州埃尔蒙特 Elmont, New York             |                                            |
| 紐約遊騎兵 New York Rangers        | 麥迪遜廣場花園 Madison Square Garden                | 紐約州紐約市 New York City, New York        |                                            |
| 費城飛人 Philadelphia Flyers       | 富國銀行中心 Wells Fargo Center                     | 賓夕法尼亞州費城 Philadelphia, Pennsylvania |                                            |
| 匹茲堡企鵝 Pittsburgh Penguins     | PPG塗料體育館 PPG Paints Arena                      | 賓夕法尼亞州匹茲堡 Pittsburgh, Pennsylvania |                                            |
| 華盛頓首都 Washington Capitals     | 第一資本體育館 Capital One Arena                    | 華盛頓特區 Washington, D.C.                 |                                            |
| 西部聯盟                           |                                                     |                                             |                                            |
| 中央分區                           |                                                     |                                             |                                            |
| 芝加哥黑鷹 Chicago Blackhawks      | 聯合中心 United Center                              | 伊利諾州芝加哥 Chicago, Illinois            |                                            |
| 科羅拉多雪崩 Colorado Avalanche    | 波爾體育館 Ball Arena                               | 科羅拉多州丹佛 Denver, Colorado             |                                            |
| 達拉斯星 Dallas Stars              | 美國航空中心 American Airlines Center               | 德克薩斯州達拉斯 Dallas, Texas              |                                            |
| 明尼蘇達荒野 Minnesota Wild        | 愛克賽爾能源中心 Xcel Energy Center                 | 明尼蘇達州聖保羅 Saint Paul, Minnesota      |                                            |
| 納什維爾掠奪者 Nashville Predators | 普利司通體育館 （又称“石桥球场”） Bridgestone Arena | 田納西州納什維爾 Nashville, Tennessee       |                                            |
| 聖路易斯藍調 St. Louis Blues       | 企業中心 Enterprise Center                          | 密蘇里州圣路易斯 St. Louis, Missouri        |                                            |
| 猶他猛獁象 Utah Mammoth            | 達美航空中心 Delta Center                           | 猶他州鹽湖城 Salt Lake City, Utah           |                                            |
| 溫尼伯噴射機 Winnipeg Jets         | 加拿大人壽中心 Canada Life Centre                   | 曼尼托巴省溫尼伯 Winnipeg, Manitoba         |                                            |
| 太平洋分區                         | 阿纳海姆小鸭 Anaheim Ducks                          | 本田中心 Honda Center                       | 加利福尼亞州阿纳海姆 Anaheim, California   |
| 太平洋分區                         | 卡加利火焰 Calgary Flames                           | 豐業銀行馬鞍體育館 Scotiabank Saddledome    | 亞伯達省卡加利 Calgary, Alberta            |
| 太平洋分區                         | 愛民頓油人 Edmonton Oilers                          | 羅傑斯廣場 Rogers Place                     | 亞伯達省埃德蒙顿 Edmonton, Alberta         |
| 太平洋分區                         | 洛杉磯國王 Los Angeles Kings                        | 加密貨幣網體育館 Crypto.com Arena           | 加利福尼亞州洛杉磯 Los Angeles, California |
| 太平洋分區                         | 聖荷西鯊魚 San Jose Sharks                          | 圣何塞思愛普中心 SAP Center at San Jose           | 加利福尼亞州聖荷西 San Jose, California    |
| 太平洋分區                         | 西雅圖海怪 Seattle Kraken                           | 氣候宣言體育館 Climate Pledge Arena         | 華盛頓州西雅圖 Seattle, Washington         |
| 太平洋分區                         | 溫哥華加人 Vancouver Canucks                        | 羅渣士體育館 Rogers Arena                   | 卑詩省溫哥華 Vancouver, British Columbia   |
| 太平洋分區                         | 维加斯金骑士 Vegas Golden Knights                   | T-Mobile體育館 T-Mobile Arena               | 內華達州天堂市 Paradise, Nevada            |

### 臨時分區
2020-21年賽季分區
- 國家冰球聯盟北區
- 國家冰球聯盟西區
- 國家冰球聯盟中區
- 國家冰球聯盟東區

## 賽季

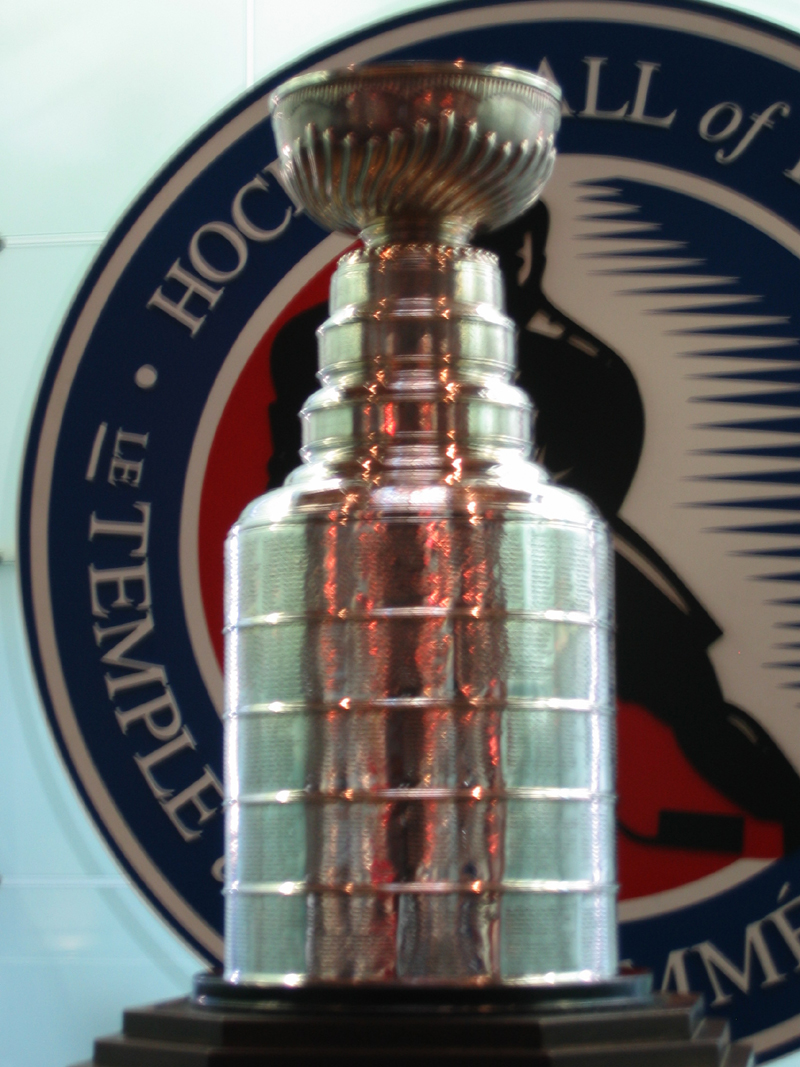
史丹利盃，展示在冰球名人堂

NHL的賽季分為兩個部份，一個是按照預定好的賽程表進行的例行賽，以及淘汰賽制的七戰四勝制季後賽，最後一輪在季後賽勝出的球隊便獲得史丹利盃冠軍。
在例行賽時，每一隊將會進行82場比賽；41場在主場，41場客場比賽。從2021-2022球季例行賽開始（因為一共擁有32支球隊：4個分區各8隊），每一隊將與分區內的隊伍交手26場（其中五支球隊交手4次，另外兩支球隊交手3次），24場對上同部聯盟不同分區（每支球隊各交手3次），32場跨西或東部聯盟比賽（每支球隊各交手2次）。每一場比賽皆會累積積分，贏的球隊獲得兩分，在延長加賽輸的球隊得一分，在正規時間輸的球隊則不會有積分進帳。在北美四大職業運動之中，NHL是唯一給予延長加賽輸球球隊積分的聯盟。
同時在NHL有一個積分排行榜（類似足球聯賽的射手榜），以該球員在常規賽82場賽事中總纍積的分數（進球數及助攻數各1分）由高到低排列。常規賽的最高得分者成爲該賽季的得分王，會被授予阿特·羅斯獎。
在例行賽結束之後，分區最多積分的球隊便是分區冠軍。全聯盟戰績最佳則被授「總統獎座」。西及東部聯盟的四個分區積分前三和單一聯盟積分次高的二支球隊，合共十六支隊伍(單一聯會各八支)將會晉級季後賽。分區冠軍會是第一到第三種子（即使非分區冠軍晉級隊伍成績較好），而非分區冠軍晉級者排名第四到第八種子。季後賽是七戰四勝淘汰賽制，贏者晉級下一輪。季後賽第一輪，或者是說聯盟半準決賽，第一種子對第八種子，第二對第七，第三對第六，第四對第五。到了第二輪，也就是聯盟準決賽，種子順序重新編排，剩下球隊中最佳戰績對上最後戰績，以此類推。第三輪，分部聯盟冠軍賽，各聯會剩下的兩支隊伍將會交手，贏者即為聯盟冠軍，取得進入史丹利盃冠軍賽的門票。有別於其他北美運動，聯盟冠軍所獲得的獎杯也不同，西岸冠軍被授予卡雲斯·甘保杯，東岸冠軍則被授予威爾斯親王盃。
每一輪較高種子排名的隊伍將取得主場優勢，並於七場比賽中共有四場在此隊主場舉行，次序為第一和第二埸，以及第五和第七場（如有必要戰至該場數）。其他三場則在對方球場舉行比賽。

## 著名球員
歷史上最為人熟知的NHL球員包括：
- 戈迪·豪
- 博比·奥尔

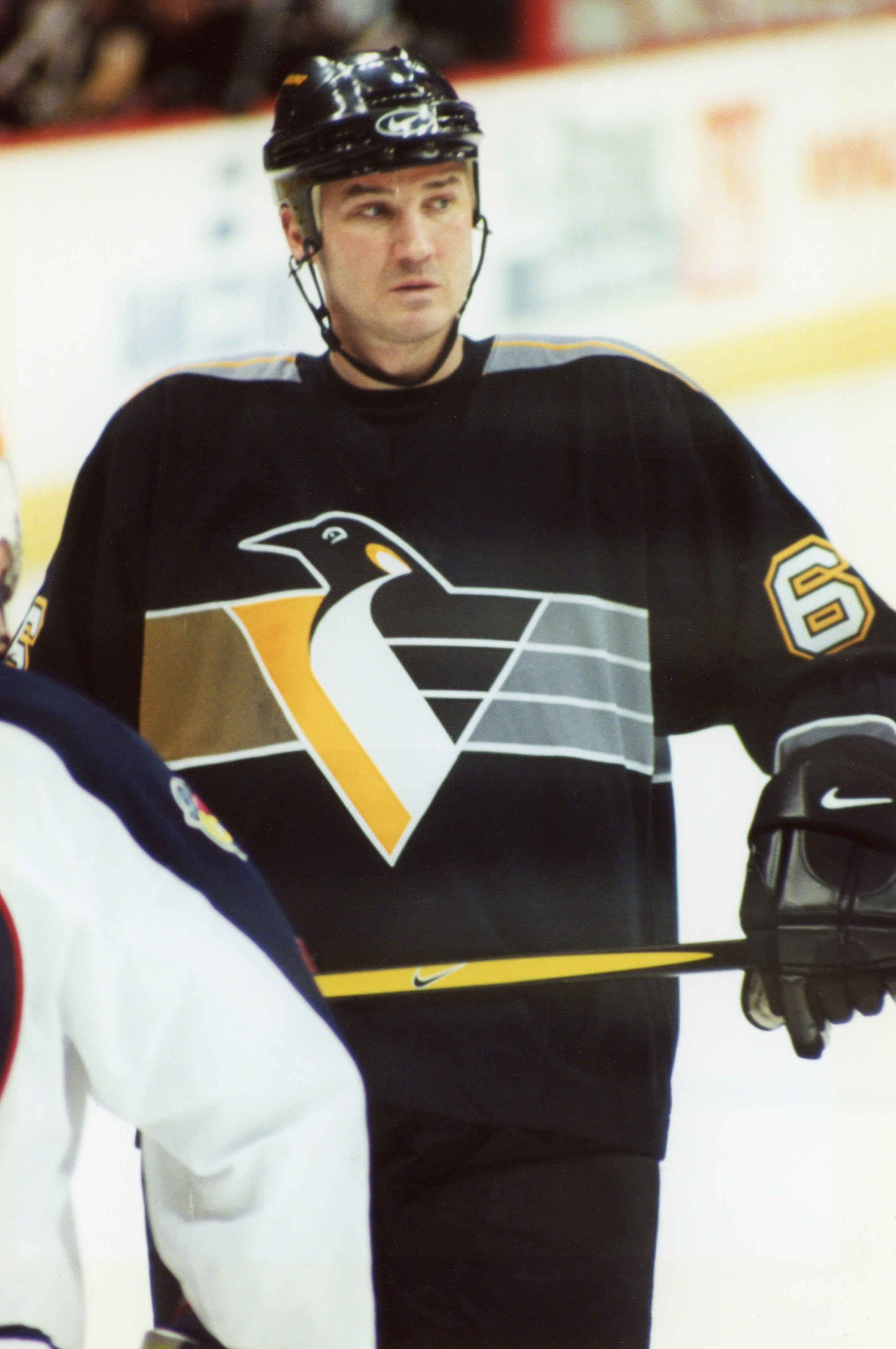
马里奥·勒米厄（Mario Lemieux），2001年

- 馬里斯·李察（Maurice Richard）
- 紐西·拉隆德（Newsy Lalonde）
- 雅克·普兰特
- 艾迪·休爾（Eddie Shore）
- 鮑比·赫爾
- 韦恩·格雷茨基
- 马里奥·勒米厄
- 史提夫·艾斯文（Steve Yzerman）
- 雷·布尔克
- 麥克·梅瑟（Mark Messier）
- 帕特里克·鲁瓦
- 亚历山大·奥韦奇金
- 悉尼·克羅斯比

## 冰球場
國家冰球聯盟所使用的冰球場為帶有玻璃护板和圓角的溜冰場。NHL冰球場的大小為25.91米乘60.92米（85英呎乘200英呎），而國際標準的冰球場為60–61米長和29–30米寬（196.85–200.13英呎乘95.14–98.43英呎）。冰球場的中心線將球場一分為二，並用作判斷違例解圍。冰面上的兩條藍線把冰球場分成三份，造出兩個進攻區和中間的中立區。貼近兩邊的邊緣各有一條幼細的紅色球門線延伸到冰面的整個寬度，以用作判斷入球與違例解圍之用。
於北美冰球聯賽試驗之後，由 2005-2006 球季開始NHL在兩邊球門後加上一個梯形區域，並規定守門員只能在該區域以及球門線前面控球。如守門員違反了這規則，他將會被裁判視為延宕比賽而受到2分鐘的處分。

## 規則
- 比賽共分三節，每節20分鐘。

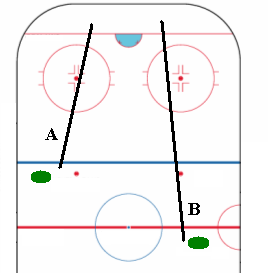
圖中「B」是指控球隊違反中心線“Icing”規則的第二條件：控球球員在中心線後把球打越過球門線及錯過球門。

- 在比賽開始時，雙方球員會在球場中線開球。開球意即雙方互派一位球員對壘，在裁判放下球後用曲棍互相爭奪。
- 每隊可派六名球員同時上陣；正常之下會是三名前鋒，兩名後衛，和守門員。但在比賽臨近結束時，若其中一方落後一球或兩球，落後的一方通常會撤下守門員而換上一名前鋒。
- 若有球員犯規，按裁判裁決，判罰可分為小判罰兩分鐘，雙小判罰四分鐘或大判罰五分鐘離場。球員離場後，被罰的一方會缺少一人上陣，直至離場時間完畢。但在兩分鐘和四分鐘的離場刑罰時間中，若被罰方被攻入球，判罰時間便會自動終結。（註：在四分鐘的離場判罰中，若入球是在首兩分鐘內發生，刑罰時間會減少到剩餘的兩分鐘）。
- 被罰的隊上陣球員數最多可被減少到四名；正常之下會是一名前鋒，兩名後衛，和守門員。
- 判罰時間的英文爲Power Play，若被罰方被攻入球，判罰時間便會自動終結，而在得分版會加上「PP」，即代表對方球員在判罰時間内得分。相反若被罰方得分，在得分版會加上「SH」（Shorthanded，即以以少打多的方式得分），但判罰時間會繼續。
- 由於在NHL，雙方球員打架乃家常便飯，雖然最後打架雙方會被判罰五分鐘離場，但球證會讓雙方球員完成打鬥後才作判罰，有別於其它冰球比賽。此時判罰時間會被稱爲4 On 4（Four On Four，即雙方在該時段均以四名球員作賽），爲時五分鐘。即使有球員得分，判罰時間仍然會繼續直至五分鐘完結。

### 紅中線“Icing”規則
- 執行紅中線“Icing”規則有三個條件：第一，雙方上陣球員數均衡；第二，控球球員在紅中線後把球打越過球門線及錯過球門；第三，接下來觸碰球的是對方球員並且副裁判員做出了紅中線Icing判罰。
- 對紅中線Icing違例的判罰是在犯規隊的防守區內重新開球，而且禁止換下場上的球員。
- 當己方因為犯規上陣球員比較少時，副裁判員並不行實紅中線Icing規則。
- 如果其中一方在比賽末段把門將收起換一名球員（即場上有6名球員）上場，球證亦不會執行Icing規則。

### 越位
- 當控球隊進攻時，球必須比所有己方球員先從中立區跨過對方藍線進入進攻區，否則被副裁判員判決越位。
- 對越位的判罰是在對方藍線外的中立區的進攻半邊重新開球。

## 獎項和獎杯

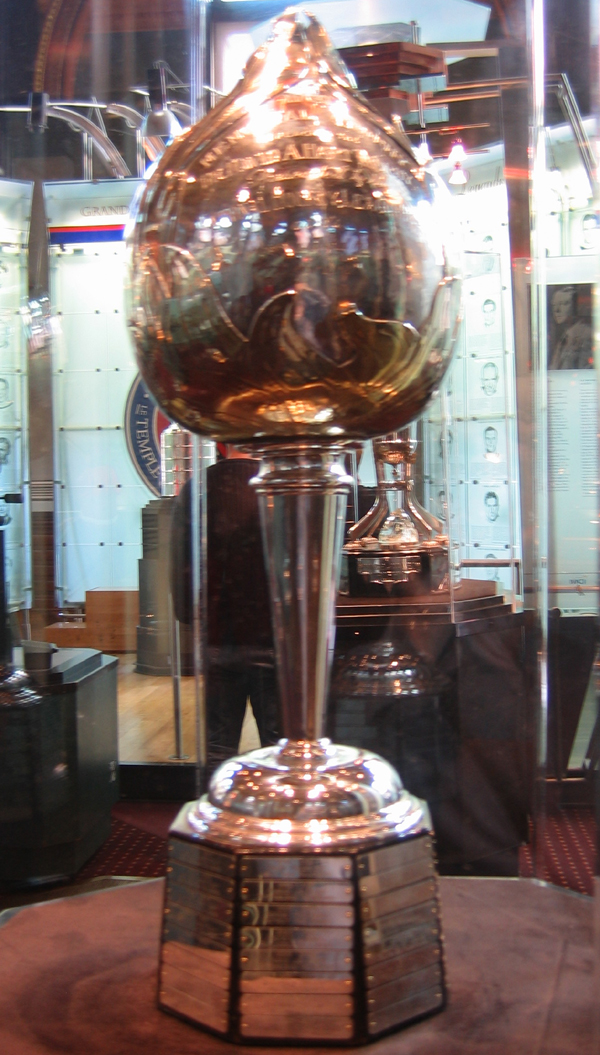
哈特紀念獎（Hart Memorial Trophy），展示於冰球名人堂

### 隊伍獎項
- 史丹利盃 - 每年頒給季後賽冠軍隊伍
- 威爾斯親王盃（Prince of Wales Trophy）- 每年頒給季後賽東岸冠軍隊伍
- 卡雲斯·甘保杯（Clarence S. Campbell Bowl）- 每年頒給季後賽西岸冠軍隊伍
- 總統獎座（Presidents' Trophy）- 每年頒給賽季得分最高隊伍

### 個人獎項
- 哈特紀念獎（Hart Memorial Trophy）- 每年頒給最有價值球員
- 維辛拿獎（Vezina Trophy）- 每年頒給表現最佳的守門員
- 哥特紀念獎（Calder Memorial Trophy）- 每年頒給表現最佳的新秀球員
- 阿特·羅斯獎（Art Ross Trophy）- 每年頒給「得分」最多的球員
- 占士·羅維斯紀念獎（James Norris Memorial Trophy）- 每年頒給表現最佳的後衛
- 法蘭克·修基獎（Frank J. Selke Trophy）- 每年頒給防守表現最佳的前鋒
- 賓尼夫人紀念獎（Lady Byng Memorial Trophy）- 每年頒給在球場上表現最有體育精神及風度的球員
- 康恩·史密斯奖杯（英语：Conn Smythe Trophy）——每年頒給季後賽最有價值球員
- 積·亞當斯獎（Jack Adams Trophy）- 每年頒給表現最佳的教練
- 慕尼斯·李察獎（Maurice "Rocket" Richard Trophy）- 每年頒給進球最多的球員

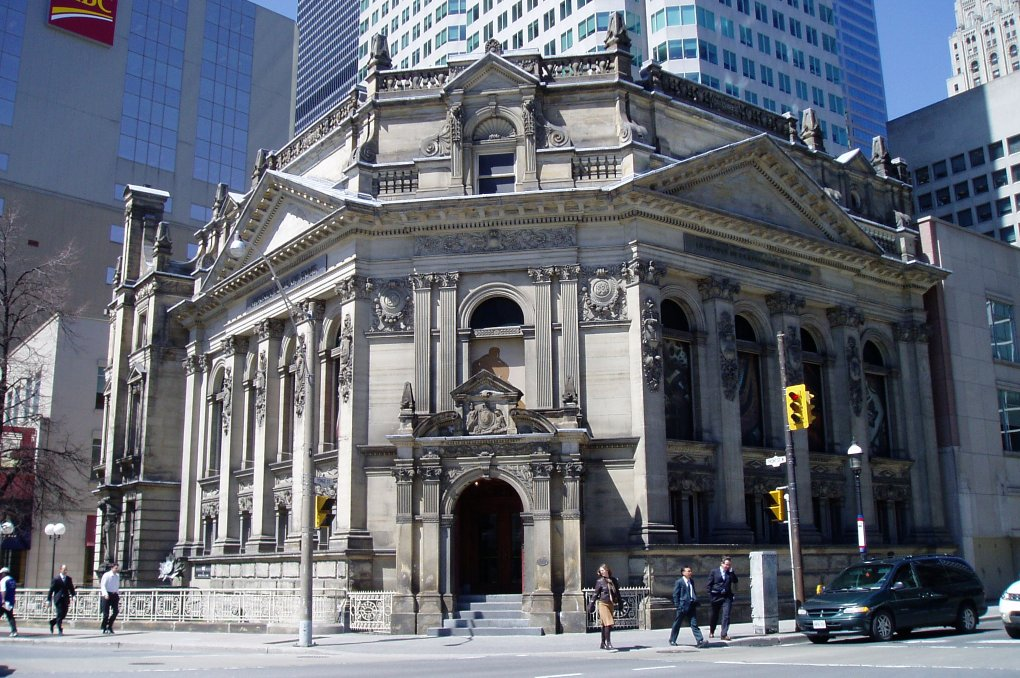
多倫多市中心的冰球名人堂

## 勞資糾紛
在NHL歷史上共有四次勞資糾紛導致停賽。第一次在1992年四月，停賽10天；受影響賽事全在同一賽季重新編排。第二次在1994-1995年度賽季初段，最終導致賽季從原本的82場減至48場；且所有隊伍亦只在自己所屬的區內比賽。第三次勞資糾紛發生在2004-2005年度賽季。在球員與聯盟之間的薪酬協議全無曙光之下，聯盟理事長加里·貝特曼（Gary Bettman）宣佈取消整個2004-2005年度的賽季。糾紛持續310日，在2005年7月球員與聯盟才達成新的薪酬協議。這是北美職業體壇第一次因勞資糾紛而導致賽季取消。其實，這次糾紛是因聯盟希望能實施球員薪酬上限來制衡不斷上昇的球員薪酬，但球員工會卻極力反對。最後，在球員工會大幅讓步下才達成新的協議，第四次發生在2012年9月，2013年1月正式達成新的協議後，1月19日起恢復原有的48場比赛。

## 電視轉播
在加拿大，NHL的賽事基本上是由加拿大廣播公司（CBC）及Sportsnet轉播。
在美國，2005至2021年NHL的賽事則由NBCSN及國家廣播公司（NBC）轉播。其中，NBCSN取代了ESPN，NBC則取代了ABC，從2021-22賽季起，NHL賽事重新回歸至ESPN及ABC轉播，及首次直播NHL賽事的TNT及TBS。
在中国大陆，NHL由CCTV-5+转播。

### 引用
1. ↑  . National Hockey League.   [November 10, 2013]. （原始内容存档于2013-08-24）.
2. ↑  McFarlane 1997，第15–16頁
3. ↑  Holzman 2002，第159頁
4. ↑  McKinley 2006，第77頁
5. ↑  Pincus 2006，第21頁
6. ↑  Holzman 2002，第197頁
7. ↑  Diamond 1991，第175頁
8. ↑  McKinley 2006，第194–195頁
9. ↑  McFarlane 1990，第106–107頁
10. ↑  Boer 2006，第13頁
11. ↑  McFarlane 1990，第115頁
12. ↑  Willes 2004，第214頁
13. ↑  . LiveAbout.   [2024-02-15]. （原始内容存档于2024-02-15） （英语）.
14. ↑  . Sports Illustrated. April 12, 2007  [April 26, 2007]. （原始内容存档于November 3, 2007）.
15. ↑  國家冰球聯盟. . NHL.com. 2005  [2006-06-08]. （原始内容存档于2006-04-09）.
16. 1 2  國家冰球聯盟. . NHL.com. 2005  [2006-06-08]. （原始内容存档于2009-06-21）.
17. ↑  國家冰球聯盟. . NHL.com. 2005  [2006-06-08]. （原始内容存档于2009-06-06）.
18. ↑  國家冰球聯盟. . NHL.com. 2005  [2006-06-26]. （原始内容存档于2008-10-11）.

## 外部連結
- 官方网站
- NHL球員工會（页面存档备份，存于）（英文）
- NHL球迷協會（英文）
- 網路冰球資料庫（英文）
- NHL官方協會網站（页面存档备份，存于）（英文）